# Eiswürfel

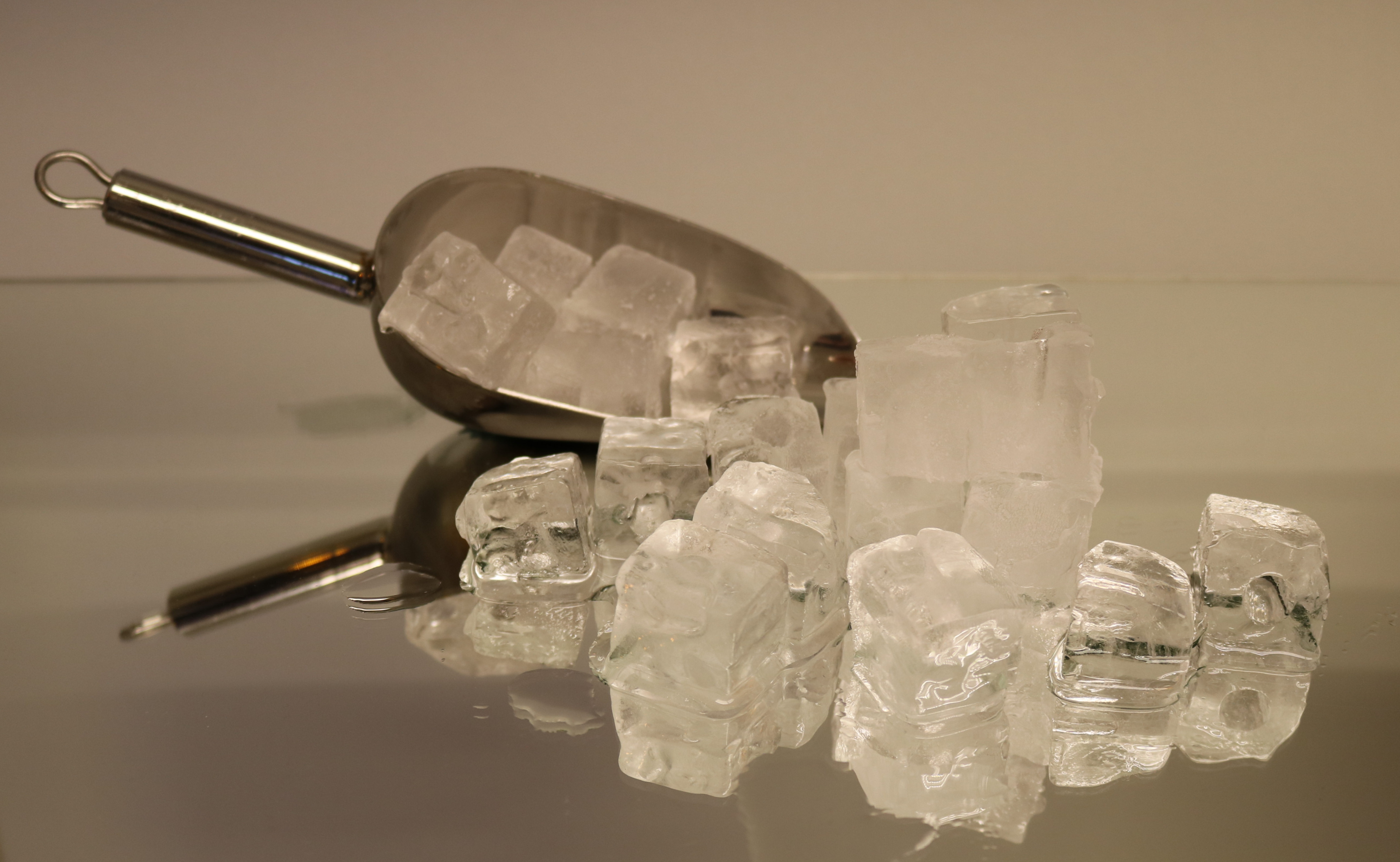
Eiswürfel mit Eisschaufel

Ein Eiswürfel ist eine technisch hergestellte kleine Portion gefrorenen Wassers (Eis). Häufig entspricht die Form jedoch nicht der eines Würfels, sondern einem ungleichmäßigen Quader mit einer Kantenlänge von 2 bis 5 cm, einem Zylinder, einer Kugel, komplexeren Formen wie Sternen, Herzen, Früchten, Tieren oder undefinierten Gebilden.

## Geschichte
Große Verbreitung fanden Eiswürfel erst, seitdem nahezu jeder Haushalt zumindest über einen Kühlschrank mit Gefrierfach verfügt. Bis ins erste Drittel des 20. Jahrhunderts wurde Eis meist in Form großer Quader ins Haus geliefert (Stangeneis oder auch Blockeis). Diese wurden dann im Eisschrank gelagert oder vor Ort in die benötigten Portionen zerteilt.
Im Handel erhältlich sind Kühlschränke mit integriertem Eiswürfelbereiter und -spender.

## Verwendung

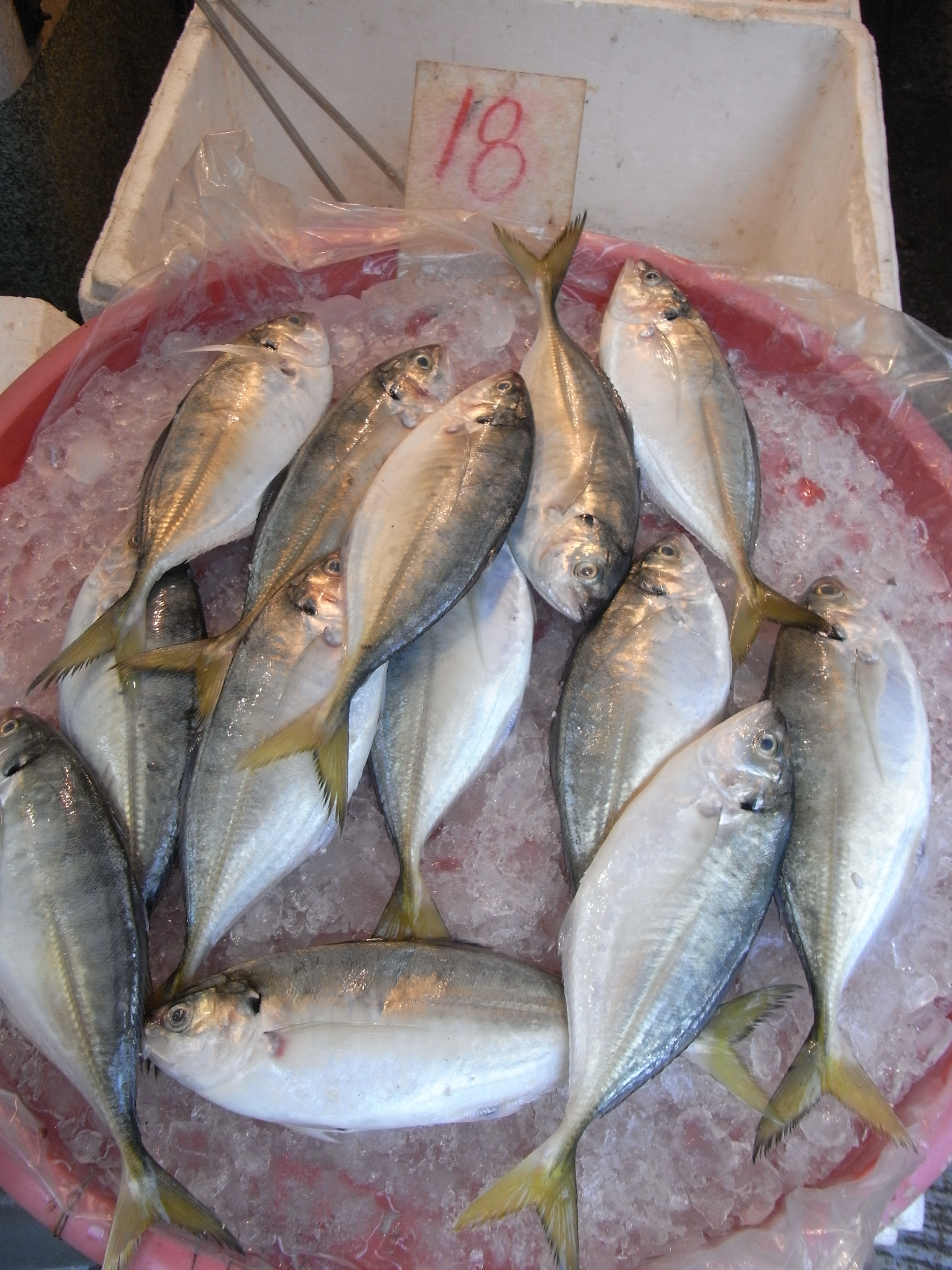
Fische in zerstoßenem Eis auf einem Straßenmarkt

Am häufigsten werden Eiswürfel zum Kühlen von Nahrungsmitteln verwendet. Fisch, Fleisch und andere leichtverderbliche Waren werden mit Eiswürfeln auf ihrem meist langen Transportweg frisch gehalten. Eiswürfel dienen außerdem dazu, Getränke zu kühlen und werden dazu direkt ins Glas oder in die Karaffe gegeben. Die Kühlwirkung ergibt sich aus dem Temperaturangleich zwischen dem Eis und dem zu kühlenden Lebensmittel, wodurch das Lebensmittel kälter wird, der Eiswürfel sich dagegen erwärmt und nach einer gewissen Zeit schmilzt. Das Schmelzwasser verdünnt das Getränk.
Beim Mixen von Cocktails werden die Zutaten oft im Cocktail-Shaker oder im Rührglas während des Vermischens mit Eiswürfeln abgekühlt. Eiswürfel werden für Cocktails und andere Drinks auch oft zerstoßen, um die Oberfläche zu vergrößern und dadurch die Kühlgeschwindigkeit zu erhöhen oder einen optischen Effekt zu erzielen. Man spricht dann auch von crushed ice (engl. für „zerstoßenes/zerkleinertes Eis“). Köche und Barkeeper setzen hierzu mit Eiscrushern spezielle Geräte ein.
In der Medizin werden Eiswürfel genutzt, um Transplantationsorgane auf ihren langen Wegen vom Spender zum Empfänger zu kühlen. Die Kühlung hält den Verwesungsprozess auf.
In chemischen Laboren können Eiswürfel bestimmte Prozesse, etwa Pyrolysen, gezielt kühlen. Aus zerstoßenem Eis werden dazu sogenannte Kältemischungen angesetzt, da zerstoßenes Eis sowohl punktuell als auch großflächig viel bessere Kühleigenschaften hat als ganze Eiswürfel und sich aufgrund des größeren Zerteilungsgrades schneller mit Kochsalz und anderen hydrophilen Stoffen verbindet.

## Herstellung

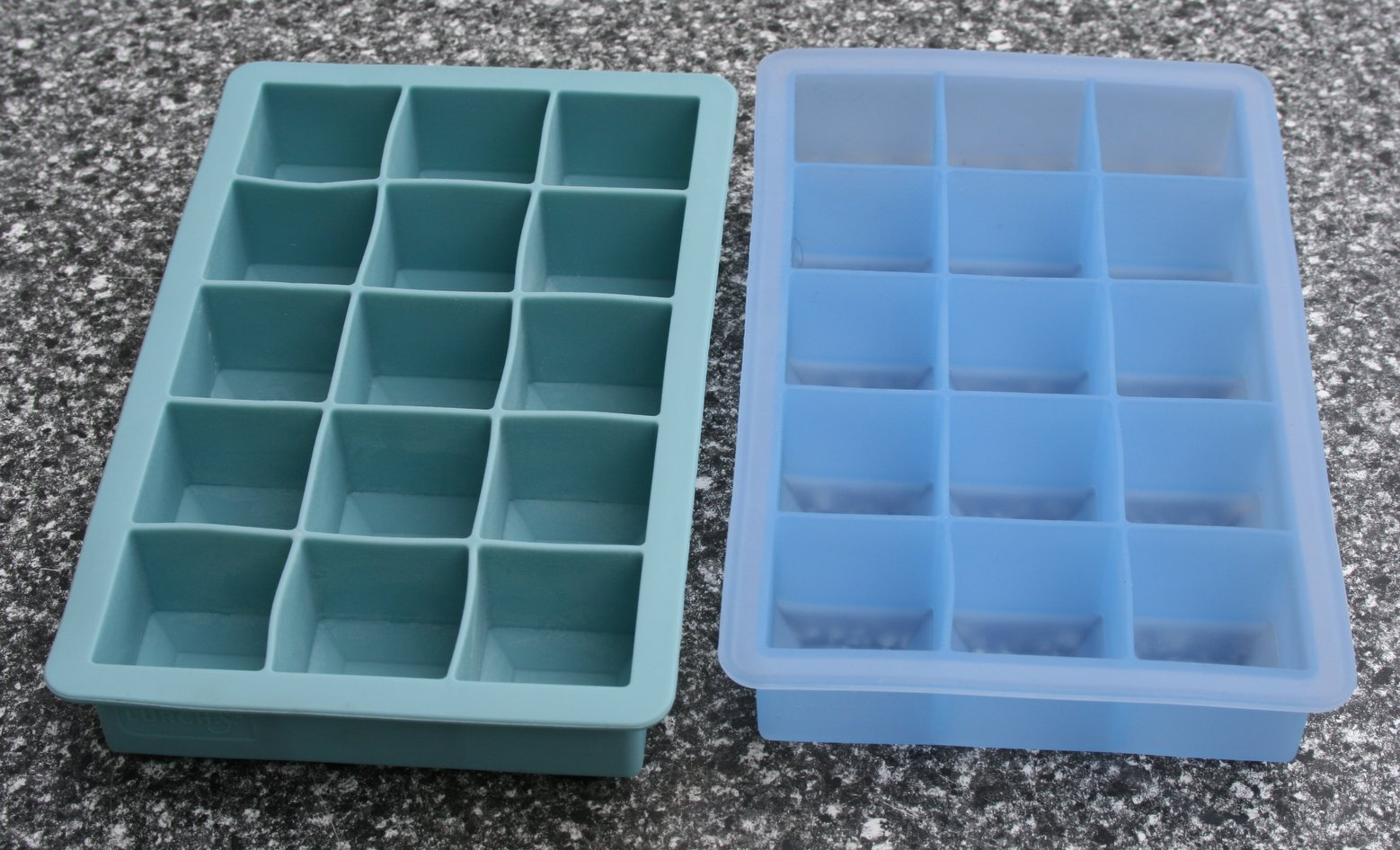
Quader-Eiswürfelformen aus Silikon

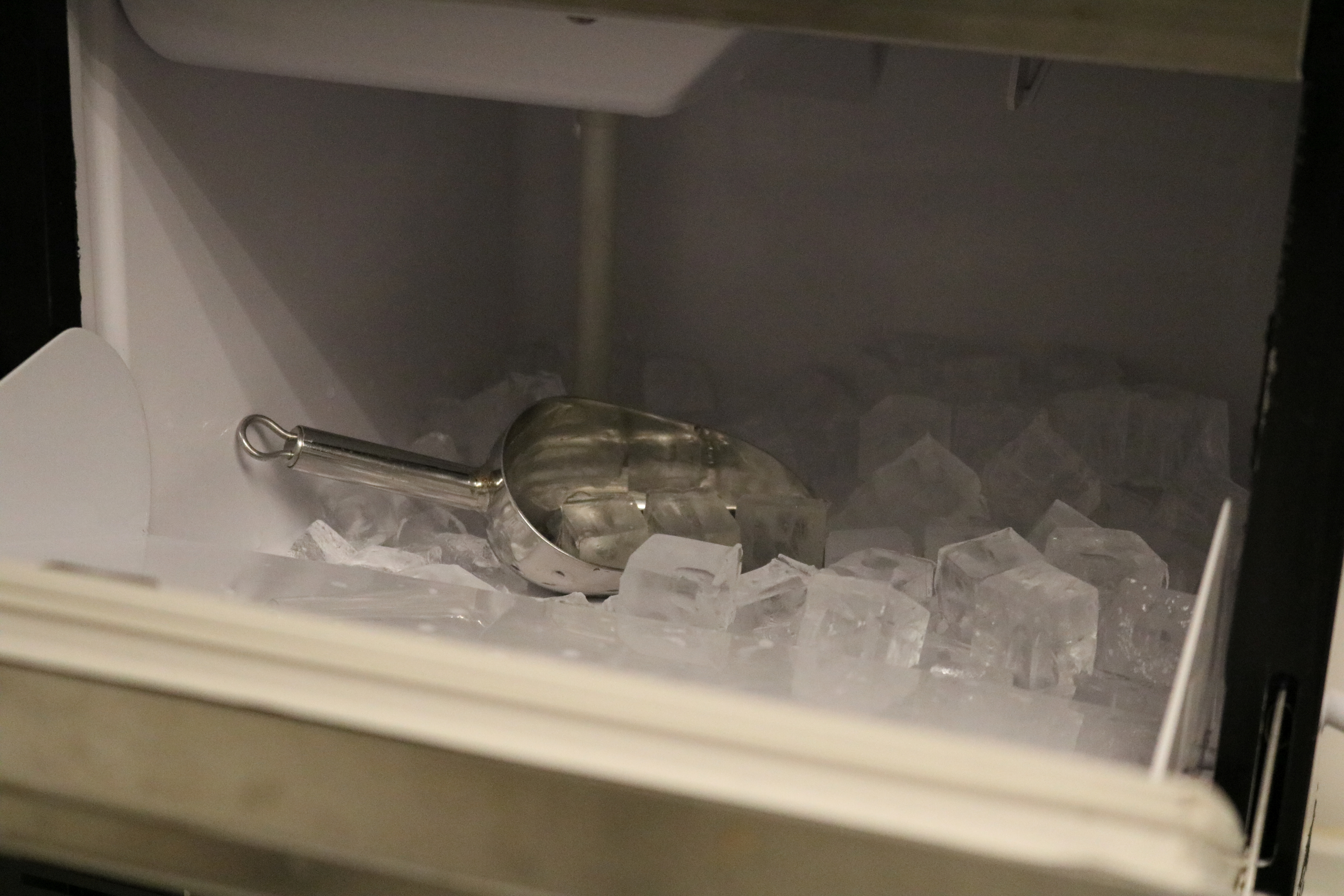
Frische Eiswürfel in einer Hoshizaki-Eiswürfelmaschine

Eiswürfel lassen sich herstellen, indem man Wasser in eine Form füllt und diese unter den Gefrierpunkt abkühlt. Die Form der Aussparungen in der Eiswürfelform bestimmt die Form der fertigen Eiswürfel.
Keime werden dabei nicht abgetötet. Bei Reisen in tropischen Ländern wird daher oft empfohlen, auf Eiswürfel zu verzichten, da das verwendete Wasser unter Umständen nicht den gewohnten hygienischen Standard aufweist. Im Mai 2005 erkrankten in den thailändischen Provinzen Lampang und Chiang Rai über 1000 Menschen an Hepatitis A, weil in einer lokalen Eisfabrik verunreinigtes Wasser zur Herstellung von Eiswürfeln verwendet wurde. Auch schlecht gereinigte Eisfächer können zu Keimbelastung von Eiswürfeln führen, so dass Hersteller von Folienverpackungen heute Eiswürfelbeutel anbieten, in denen Wasser ohne weiteren Luftkontakt zum Gefrieren gebracht werden kann.
Zur automatisierten Herstellung von Eiswürfeln gibt es Eiswürfelmaschinen. Trübe, rissige Eiswürfel entstehen, wenn die Würfel von außen nach innen gefrieren. Das im Inneren eingeschlossene flüssige Wasser dehnt sich beim Gefrieren aus und sprengt so die äußeren Schichten. Eiswürfelmaschinen zur Herstellung durchsichtiger, homogener Eiswürfel vermeiden dies, indem die Würfel um gekühlte Stifte herum Schicht für Schicht von innen nach außen erstarren. Zum Schluss werden die Näpfe oder Stifte kurz erhitzt, damit die Eiswürfel abfallen. Meist kann man eine Einbuchtung in der Mitte dieser Eiswürfel erkennen. Es gibt aber auch Eiswürfelmaschinen, die „echte“ Volleiswürfel ohne Eintrübungen herstellen können, zum Beispiel von den Herstellern Hoshizaki oder Kold-Draft.
Bei der Herstellung im Gefrierfach entstehen Lufteinschlüsse und Eintrübungen, weil die Wasseroberfläche und die Seiten gleichzeitig gefrieren und so die Luft systematisch in die Mitte und zum Boden des Eiswürfels verdrängt wird. Dort wird sie schließlich in kleinen Blasen eingeschlossen, die als weiße Stellen im sonst klaren Eiswürfel zu erkennen sind.

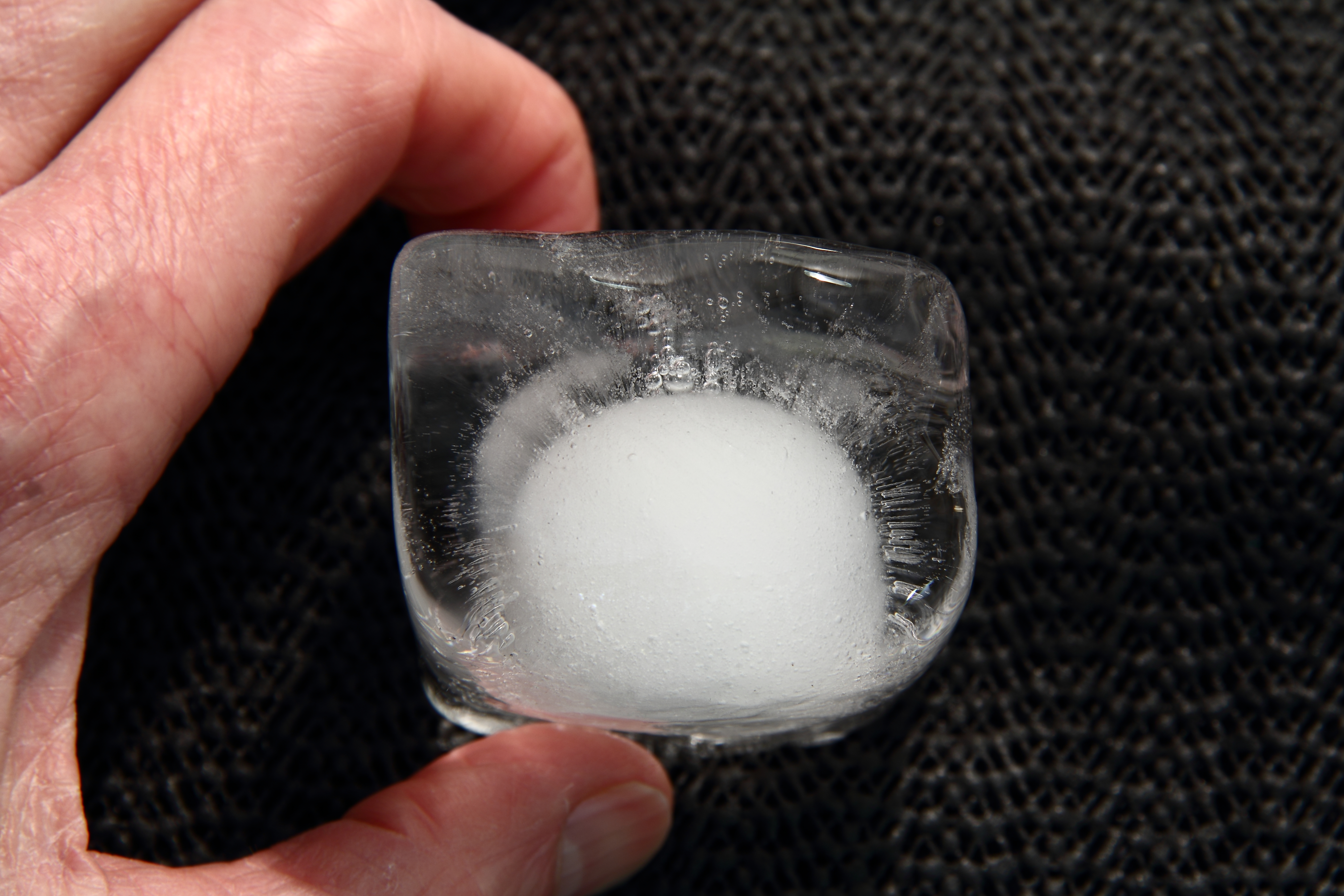
Eiswürfel mit Lufteinschlüssen
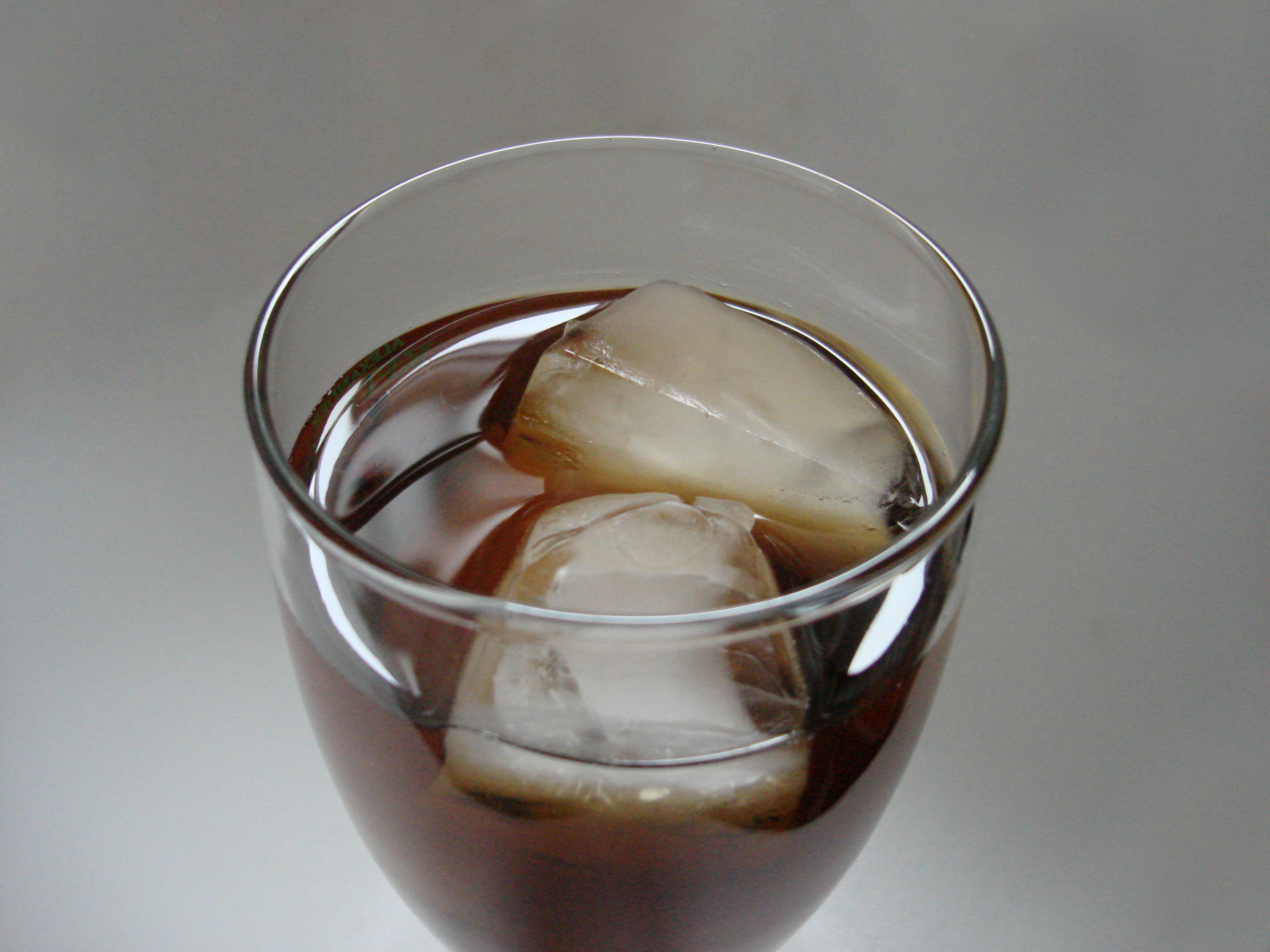
Trübe Eiswürfel aus einer Eiswürfelform in Eistee
- Entstehung von Eisspitzen („ice spike“) beim Gefrieren
- Schmelzende Eiswürfel in einem Glas (Zeitraffer)
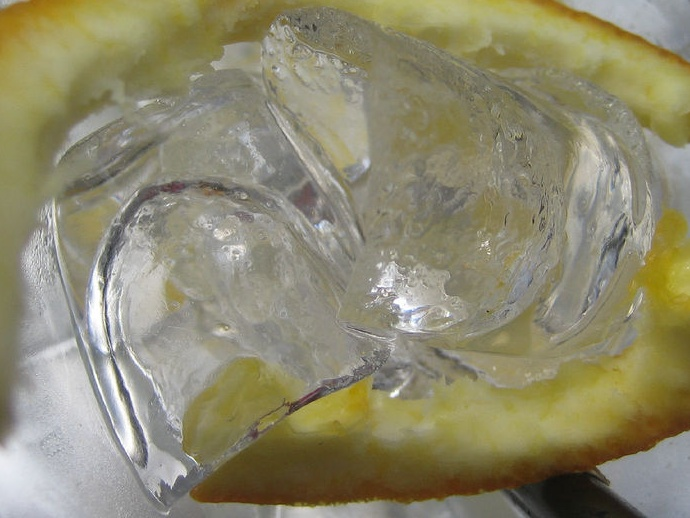
Becherförmige Maschinen-Eiswürfel